# 律令
律令是古代東亞一種基於是儒家和法家思想的司法體系。「律」相當於刑法，「令」相當於其他法律（如行政法、訴訟法、民事法等）。

## 概要
律令的基本思想是儒家和法家的思想，即儒家的德治主義思想，和法家法律萬能的法治主義思想。古代中國為維持國家和社會秩序，制定了禮、樂、刑（法）、兵（軍事）等規範，儒家重視禮、樂，而法家重視刑、兵。
漢代漢武帝推行獨尊儒術，但實際上是外儒內法，將儒家的禮樂作為法律規範，稱為「以禮入刑」。最初刑的成文法是「律」，「令」則是為其補充的規範，之後「令」的地位提昇，逐漸成為獨立於「律」的存在，268年西晉頒布第一部律令--《泰始律》與《泰始令》，兩者合稱《泰始律令》，標幟「令」的法典化，成為與「律」相同地位的法律。
魏晉南北朝是律令發展時期，隋唐則是律令的最盛期，並影響日本和朝鮮三国，形成以中國為中心，在東亞文化圈範圍內類似的司法體系，在「律」和「令」之外，還出現補充律令的「格」和「式」。除了法律体系之外，律令還與以律令規範的政治制度組成律令制，實行律令制的國家又稱律令国家。

## 歷史

### 律令形成
在中国古代辞书《尔雅》中「律」指恒常的律法，「令」則是君主的命令，战国时期在贵族与平民阶级融合，和法家思想盛行之下，为了统治人民，成文法开始出现，称为「律」，尤其秦国在商鞅变法之下成为奉行法家思想的国家。汉初沿用秦代法律体系，漢代中期漢武帝推行獨尊儒術，但實際上是外儒內法，將儒家的禮樂作為法律規範，稱為「以禮入刑」，此后「律」成为刑罰依据，「令」則承担教化人民的功能，「律」和「令」的功能开始明确分化。268年西晉頒布第一部律令--《泰始律》與《泰始令》，兩者合稱《泰始律令》，標幟「令」的法典化，成為與「律」相同地位的法律，編纂《泰始律令》的杜預确立以「律」主管刑罚，以「令」主管政治制度的法律体系，西晉滅亡後，南北朝時期各朝代仍继续頒布、实施律令。

### 律令发展
581年隋文帝颁布《开皇律令》，开皇律令高度体系化，开创律令最盛的隋唐时期，标志律令法的完备。《开皇律》中将十恶列于律首，《开皇令》中将官僚制度的相關規定列于令首，两者标志通过君权法制化強化君權。在隋之后的唐朝也在开皇律令基础上颁布《武德律令》，在「律」和「令」之外，還出現補充律令的「格」和「式」，首部格式为唐太宗时期颁布的《貞觀格式》。

### 律令衰退
9世紀之後東亞各國的律令制逐漸崩潰，但必須注意的是律令制與律令不同，律令制雖然崩潰，但作為法律的律令仍然存在，其中的「令」在宋代之後重要性降低，明代的《大明令》是中國歷史上最後一部令典，但是重要性已極低。相对的「律」依舊是中國歷代刑罰主要的成文法典，直到中國最後的帝制王朝--清朝頒布《大清律例》皆然；至於日本《養老律令》更是自757年頒布後一直實施到1868年明治維新時期，儘管在9世紀之後日本便不斷以律令之外的規範、制度架空律令的效力。

### 中国周边国家的律令

#### 日本
除了中國之外，日本是唯一明確制訂和實施律令與相關制度的國家。日本在七世紀末，當國家受到唐朝的威脅時，為了富強國力，律令的概念被積極接受，並製定了開創性的律令法典近江令和飛鳥淨御原令，与中国不同日本先颁布「令」，可见建立富強國力的政治制度是当时日本的首要目标，之后日本在701年颁布《大宝律令》、757年颁布《養老律令》，此后《養老律令》一直實施到1868年明治維新時期。
对于律令的缺失，日本曾在8世纪后期颁布刪定律令・刪定令格，但9世纪初随即因頻繁發生争议，被以造成民心不定为由废止。此后日本改以颁布格式补全律令的缺失，在嵯峨天皇、清和天皇、醍醐天皇在9~10世纪相继編纂弘仁格式・貞观格式・延喜格式合称三代格式。在9世紀之後日本便不斷以律令之外的規範、制度架空律令的效力。

#### 朝鲜/韩国・越南
在朝鲜的历史上，参考汉法，高句丽和百济曾制定过独立的律令格式。 虽然推测其发展形式与隋唐制定的律令体系不同,但在与中华圈的战争中,所有记录都消失了,目前没有详细的记录。 渤海国以大唐律整治法律。 渤海国组成了三省六部制的唐朝式政府。 新罗和日本一样，制定了以唐朝大唐律为根本的律令体系。 有学者认为，可能基于大唐率建立了独立的法律体系，但支持他的证据同样被销毁，不存在。 10世纪统一朝鲜半岛的高丽以大唐律为基础制定了律令体系，但因与元朝的战争，所有的记录都丢失了。 1392 年建立的李氏朝鲜王国最初以大明律为基础编纂了《朝鲜经国传》，后来完善了《经国大典》的朝鲜式律令体系。 在朝鲜，律令体系一直维持到1897年，后来随着大韩帝国成立，开始转向西式大陆法系体系。
另外越南在西晉~唐代為北屬時期，多數時間由中國控制，實施中國的律令制度，而越南獨立後也頒布实施律令，李朝、陳朝、后黎朝、阮朝皆頒布实施律令，例如：阮朝頒实施的皇越律例。

## 歷代律令

### 中国的律令
- 泰始律令
- 太和律令
- 天監律令
- 河清律令

- 开皇律令
- 武德律令
- 貞觀律令
- 永徽律令

- 垂拱律令
- 神龍律令
- 太極律令
- 開元律令

- 宋刑统、天聖令
- 慶元條法事類
- 泰和律令

- 至元新格
- 大元通制
- 至正条格
- 大明律、大明令
- 大清律例

### 日本的律令
- 近江令
- 飛鳥淨御原令
- 大宝律令
- 养老律令
- 刪定律令

### 越南的律令
- 刑書 (李朝)
- 刑書 (陳朝)
- 國朝刑律 (后黎朝)
- 皇越律例

## 延伸阅读
[在维基数据编辑]